# 紫荆花
紫荆花，一般指紫荆（Cercis chinensis）的花，也可泛指紫荆亚科植物的花。

## 各地使用
在中国南方，“紫荆花”是羊蹄甲属（Bauhinia Linn.）多种开花乔木的统称，包括洋紫荆、白花洋紫荆、红花羊蹄甲、羊蹄甲等几种。

## 标志
位于北京的清华大学校花是紫荆花和丁香花，但通常也仅指紫荆花，这是由于紫荆花与校旗、校色的颜色一致，也是由于紫荆花在4月校庆日前后盛开。

## 名称混淆
洋紫荊是香港法定代表花卉。在《香港基本法》中，市花洋紫荊的「洋」字被略去而称为“紫荆花”，中國大陆媒体也依照“紫荆花”来宣传，故中國大陆民眾多称香港市花为「紫荊花」，与一般意义上的“紫荆花”相混淆。